# Kina i olympiska vinterspelen 1998
Kina deltog med 57 deltagare vid de olympiska vinterspelen 1998 i Nagano. Totalt vann de sex silvermedaljer och två bronsmedaljer.

## Medaljer

### Silver
- Xu Nannan - Freestyle, hopp.
- An Yulong - Short track, 500 m.
- Li Jiajun - Short track, 1000 m.
- Yang Yang (född 1977) - Short track, 500 m.
- Yang Yang (född 1977) - Short track, 1000 m.
- Yang Yang (född 1977), Yang Yang (född 1976), Wang Chunlu och Sun Dandan - Short track, Stafett 3 000 m.

### Brons
- Chen Lu - Konståkning.
- Li Jiajun, Feng Kai, Yuan Ye och An Yulong - Short track, Stafett 5 000 m.